# Ébal II de Challant
Ébal II de Challant (mort en 1354/1359)  d'abord coseigneur de Fenis du Château d'Ussel et de Saint-Marcel il demeure après le partage fait avec son frère en 1330, seigneur d'Ussel et de Saint-Marcel. Il est à l'origine de la lignée des Challant-Ussel.

## Origine
Ebal II de Challant est le petit-fils d'Ébal Ier de Challant dit le Gran Viscomte Son père Godefroi II de Challant est mort avant 1305 et à la mort de son grand-père en 1323 il doit avec son frère cadet Aymon II de Challant mener contre ses oncles les quatre demi-frères de son père une longue procédure pour recouvrer leurs droits. Le 4 avril 1330, il conclut un partage avec son frère Aymon qui reçoit Fénis. Il reconnait les droits du comte de Savoie le 21 avril 1337 et 19 septembre 1351. Le 6 octobre 1351, il conclut un accord avec son beau-frère, Henri de Quart et son épouse reçoivent une dot complémentaire de 1 300 Florins. Dans un acte du 5 avril 1354, il cède ses droits à ses cinq fils majeurs qui demeurent seigneurs indivis. Ébal II de Challant meurt entre 1354 et 1359.

## Union et postérité
Ébal de Chalant avait épousé Françoise de Quart, fille de Jacques (IV) de Quart et sœur de l'évêque d'Aoste Émeric II de Quart. Elle conclut un acte comme veuve avec son autre frère Henri de Quart en 1359.
- Godefroi III de Challant, coseigneur d'Ussel ;
- Pierre de Challant, coseigneur d'Ussel ;
- Guillaume de Challant ;
- Jean de Challant ;
- Jacques de Challant (mort en 1381) ;
- Béarice de Challant épouse en 1354 un noble de Chieri dans le Piémont ; Amedeo Blabo-Simeone seigneur de Rivera.

## Articles liés
- Château d'Ussel
- Famille de Challant

## Source
- (it) Davide Shama, Genealogie delle famiglie nobili Italiane : Challant